# Hirosaki
Hirosaki (弘前市?, Hirosaki-shi) è una città del Giappone nella prefettura di Aomori. Qui è situato un castello che risale al periodo Edo moderno.
Hirosaki è famosa per la festa di fiori di ciliegio. Annualmente il castello Hirosaki si copre dei fiori di circa 2,600 cilliegi. Hirosaki è famosa anche per la coltivazione delle mele. Circa il 20% delle mele del Giappone proviene da Hirosaki.

## Storia

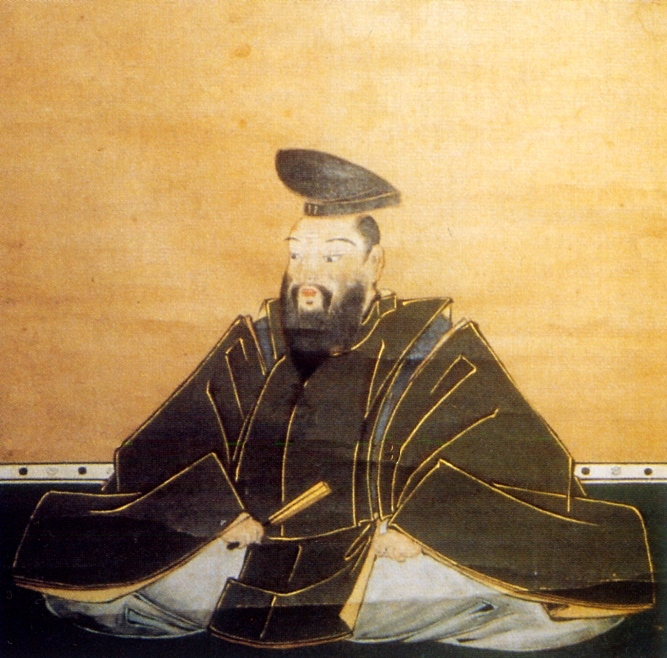
Tsugaru Tamenobu

Tsugaru Tamenbu del Tsugaru clan ha fatto una pianificazione urbana nel 1603. Prima di cambiare il suo nome, questa terra si chiamava Takaoka. Tamenobu morì nel 1609, e Nobuhira, suo figlio, concluse il piano. Hirosaki ha prosperato come una capitale del clan feudale Tsugaru.
Durante il periodo Meiji fu messa su una divisione dell'esercito. Hirosaki ora prospera come metropoli della cultura e dell'economia del distretto di Tsugaru.

## Economia

### Turismo

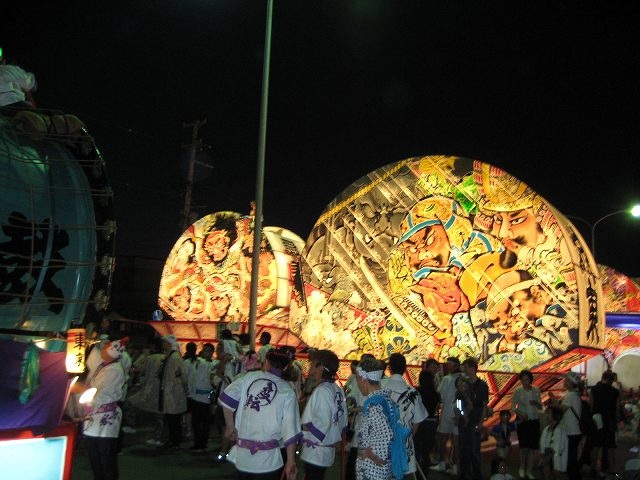
Neputa

La traccia del Castello di Hirosaki-jo dell'era Edo nel centro urbano è considerata una importantissima realtà storica giapponese. La maggior parte di ciò che si è conservato del castello è in un fossato; una base di pietra di tutto il campo lasciano pressoché intatta la forma della base del castello abbandonato; quanto si è perfettamente conservato è una torre del castello, tre robusti pilastri portanti e cinque cancelli. Di queste antiche torri, in Giappone, ne sono rimaste solamente in 12 luoghi, e sono riconosciuti dai giapponesi di grande importanza culturale.

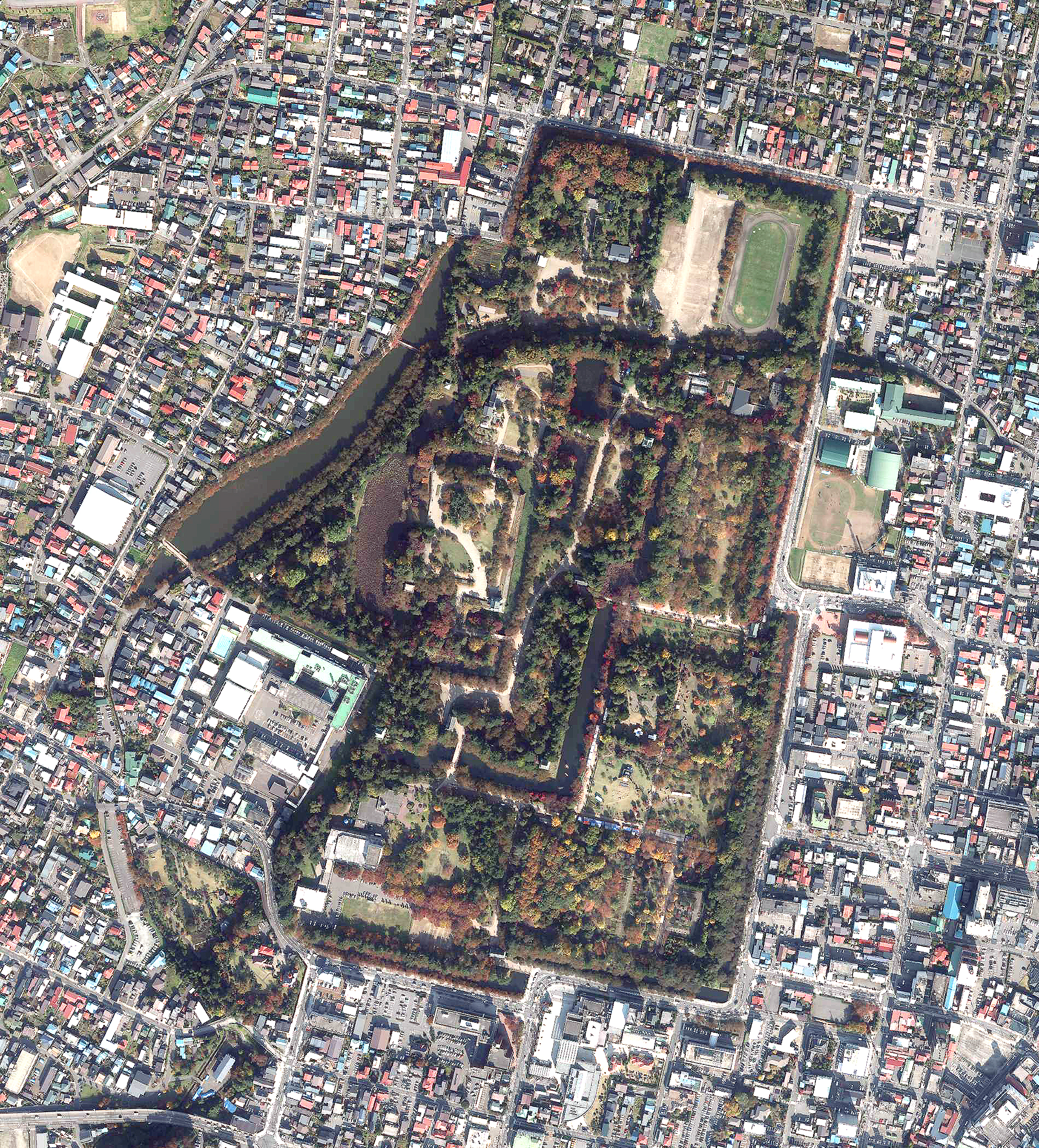
Castello di Hirosaki

La città ne cura la gestione, ed ora è aperto al pubblico come un parco-museo. Dopo il 1903, gli alberi dei ciliegi sono stati ripiantati, ad oggi sono approssimativamente 2,600 e fioriscono quando è primavera. I turisti vengono da tutto il Giappone per visitarlo. Una festa chiamata "Neputa" si svolge ogni anno dal primo di agosto fino al 7. Una lanterna di 7 metri d'altezza viene ubicata nel giardino principale con la grande immagine-dipinto che ritrae un samurai che apparse dalla Cina; di sera, parate per il centro.

## Amministrazione

### Gemellaggi
- Ōta, Giappone
- Shari, Giappone